# Julio Bolbochán
Julio Bolbochán (Buenos Aires, 20 de marzo de 1920 - Caracas, 28 de junio de 1996) fue un Gran Maestro Internacional argentino de ajedrez, hermano menor del Maestro Internacional Jacobo Bolbochán.

## Logros
Obtuvo el título de Maestro Internacional en 1950 y el de Gran Maestro Internacional en 1977.

## Etapa argentina

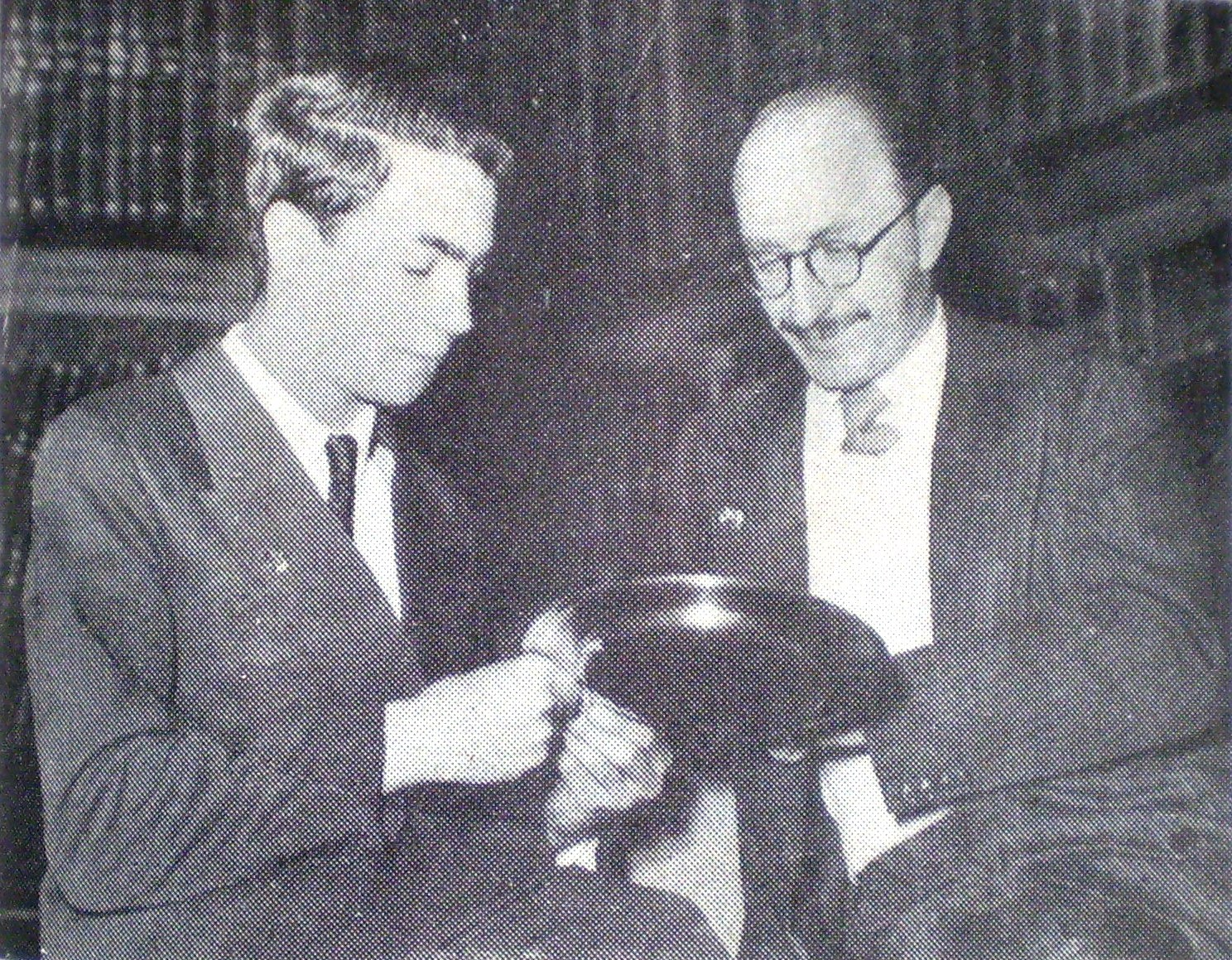
Oscar Panno (izq) y Julio Bolbochán (der).

Fue dos veces ganador del Campeonato de Argentina de ajedrez, en los años 1946 y 1948.
En 1951 compartió con Erich Eliskases el primer puesto del Campeonato Sudamericano, título que repitió en 1960. En 1953 fue analista de Oscar Panno cuando este se adjudicó el Campeonato mundial juvenil de ajedrez en Copenhague y nuevamente fue analista de Carlos Bielicki cuando este se adjudicó el Campeonato mundial juvenil de ajedrez en Münchenstein en 1959.
Representó a Argentina en siete Olimpíadas de ajedrez entre los años 1950 a 1970, Dubrovnik 1950 alcanzando la medalla de plata por equipos y la medalla de oro individual en el segundo tablero, Helsinki 1952 alcanzando la medalla de plata por equipos, Ámsterdam 1954 alcanzando la medalla de plata por equipos y la medalla de plata individual en el segundo tablero, Moscú 1956, Varna 1962 alcanzando la medalla de bronce por equipos, La Habana 1966 y Siegen 1970.

## Etapa venezolana
El 13 de mayo de 1976, a los 56 años, se marchó de Argentina contratado por la Fundación Venezolana para el Desarrollo del Ajedrez. Siguió jugando hasta sus últimos años, y representó a Venezuela en las macabíadas de Tel Aviv, en los años 1977, 1981, 1985 y 1989.
Organizó innumerables torneos infantiles en la Academia Capablanca en Caracas y en el Colegio Emil Friedman en donde también daba clases. En Venezuela fue distinguido con la Orden del Libertador en grado de Gran Cordón, después de 20 años de servicio público enseñando ajedrez en la Universidad Simón Bolívar.

## Periodismo
Ha colaborado como columnista del diario La Nación desde 1957 con la prestigiosa columna Frente al Tablero.

## Partidas notables
|       |       |       |       |       |       |       |       |       |  |
|       | a8    | b8    | c8    | d8    | e8    | f8 bd | g8    | h8 rd |  |
| a7    | b7    | c7    | d7    | e7 kd | f7 pd | g7 pd | h7 pd |       |  |
| a6 pd | b6    | c6    | d6    | e6    | f6    | g6    | h6    |       |  |
| a5    | b5 qd | c5    | d5    | e5 pd | f5    | g5    | h5    |       |  |
| a4    | b4    | c4    | d4    | e4    | f4    | g4 ql | h4    |       |  |
| a3    | b3    | c3 pl | d3    | e3 bl | f3    | g3    | h3    |       |  |
| a2    | b2    | c2    | d2    | e2    | f2 pl | g2 pl | h2 pl |       |  |
| a1    | b1    | c1    | d1 rl | e1    | f1    | g1 kl | h1    |       |  |
|       |       |       |       |       |       |       |       |       |  |

Ésta es su victoria sobre Larry Evans en la Olimpíada de Ajedrez de Helsinki de 1952:
1. d4 d5 2. c4 dxc4 3. Cf3 a6 4. e3 Cf6 5. Axc4 e6 6. O-O c5 7. De2 Cc6 8. Cc3 b5 9. Ab3 cxd4 10. exd4 Cxd4 11. Cxd4 Dxd4 12. Cd5 Cxd5 13. Td1 Cc3 14. bxc3 Db6 15. De5 Ab7 16. Ae3 Dc6 17. Ad5 Dc8 18. Axb7 Dxb7 19. a4 Tc8 20. axb5 Dxb5 21. Dd4 e5 22. Dg4 Td8 23. Txd8+ Rxd8 24. Td1+ Re7 25. Df5 1-0.